# Asterocheres latus
Asterocheres latus är en kräftdjursart som först beskrevs av Brady 1880.  Asterocheres latus ingår i släktet Asterocheres, och familjen Asterocheridae. Arten är reproducerande i Sverige.